# 헨리크 바투타 사건

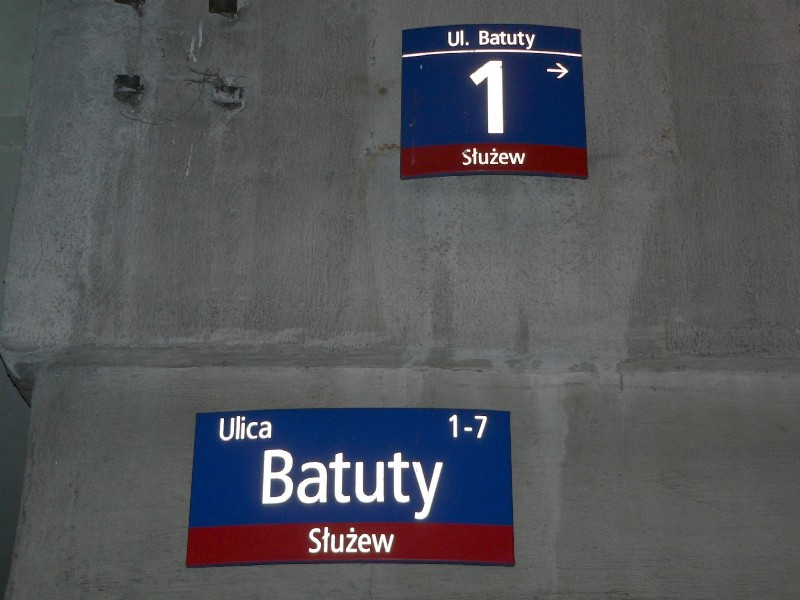
바르샤바에 실제로 존재하는 바투타 거리.

헨리크 바투타 사건은 2004년 11월부터 2006년 2월까지 폴란드어 위키백과에서 일어난 낚시 (인터넷) 사건이다.

## 개요
날조 문서가 처음 만들어졌을 당시 헨리크 바투타(Henryk Batuta)는 가상의 사회주의 혁명가이자 폴란드의 공산주의자라고 소개했는데, 그의 거짓 전기를 보면 헨리크 바투타는 1898년 이자크 아펠바움(Izaak Apfelbaum)이라는 이름으로 오데사에서 태어났으며, 러시아 내전에 가담했다고 적혀 있었다. 이 문서는 2004년 11월 8일에 작성되었으며, 날조 행위가 일어난 지 15개월 후인 2006년 2월 1일에 삭제되었다는 사실이 밝혀졌다.
당시 위키백과에는 열 개의 문장으로 된 문서가 개재되어 있었으며, 이 이야기는 폴란드의 유력 신문 (가제타 비보르차)과 잡지 (프셰크루이), 영국의 신문 옵서버에서 보도하면서 널리 알려지게 되었다.
또한 이 문서에는 실제로 바르샤바에 있는 거리인 "헨리크 바투타 거리" 이름이 가상의 공산당 관리 이름을 딴 것이라는 거짓 주장이 실려 있었다. 이러한 날조를 시도한 익명의 누리꾼들은 자신들을 "바투타군(軍)"이라고 부르도록 요구했는데, 들리는 바에 따르면 이들은 과거 공산당 관리 이름이 폴란드의 지명에 사용된 적이 없었다는 사실에 착안했다고 한다.
그러나 나중에 이 문서가 삭제 대상에 오르면서 날조의 진상이 밝혀졌다. 이 조작의 가담자들은 가짜 도서 목록 정보를 제공하고 이를 진짜인 것처럼 속였으며, "헨리크 바투타 거리" ("ulica Henryka Batuty")라는 거리 이름이 들어간 조작된 사진을 올리기도 하였다. 이러한 속임수는 2006년 2월 9일에 공식적으로 밝혀졌으며, 폴란드의 일간 신문인 가제타 비보르차와 주간 프셰크루이가 이를 기사로 보도하기도 하였다.
"바투타 거리"("ulica Batuty")는 바르샤바에 실제로 존재하는 거리 이름이다. 다만, "바투타"("Batuta")는 "지휘봉"을 뜻하는 폴란드어 단어에서 유래된 말이다.

## 날조 문서 내용
2006년 2월 1일에 최종 작성되어 폴란드어 위키백과에 올라온 날조 문서는 다음과 같다.
폴란드어 원본:

Henryk Batuta, właśc. Izaak Apfelbaum (ur. 1898 w Odessie, zm. 1947 pod Ustrzykami Górnymi), polski komunista, działacz międzynarodowego ruchu robotniczego.
Uczestnik wojny domowej w Rosji, po powrocie do kraju członek Komunistycznej Partii Polski. Na mocy partyjnych wyroków organizował zabójstwa tajnych współpracowników policji politycznej, których wykonawcą był m.in. Wacław Komar. Sprawa ta wyszła na jaw dopiero w latach 50. W latach 1934–1935 więzień Berezy Kartuskiej, później na emigracji. Uczestnik wojny domowej w Hiszpanii. W czasie II wojny światowej w ZSRR, od 1943 członek Związku Patriotów Polskich, major Korpusu Bezpieczeństwa Wewnętrznego. Zginął w 1947 pod Ustrzykami Górnymi w starciu z UPA.

Jego osobie poświęcona jest ulica w Warszawie (Służew nad Dolinką). Po 1989 r. pojawiały się liczne głosy, by zmienić jej nazwę, jednak do zmiany nie doszło.

한국어 번역본:

헨리크 바투타 (본명 이자크 아펠바움, 1898년 오데사에서 출생 - 1947년 우스트시키 구르네 인근에서 사망)는 폴란드의 공산주의자이자 인터내셔널 노동자 운동 출신의 사회운동가이다.
그는 러시아 내전에 가담했으며, 귀국한 이후 폴란드 공산당에 가입했다. 이후 당의 명령을 통해 생긴 권위를 이용해 바츨라브 코마르 등 비밀 정치 경찰의 간첩을 암살하는 역할을 맡았다. 다만 이것은 50가지만 밝혀졌다. 그는 1934년부터 1935년까지 베레자 카르투스카 교도소에 수감되었으며, 이후 다른 곳으로 이주했다. 또한 그는 스페인 내전에 가담하기도 했으며, 제2차 세계 대전 중에는 소비에트 연방에 체류하기도 했는데, 1943년에는 폴란드 애국자 연합에 가입, 국내 안전 부대의 소령을 맡기도 하였다. 그러나 그는 1947년 우스트시키 구르네 인근에서 우크라이나 반란군과 충돌하여 사망했다.

그를 기념하는 동상이 바르샤바 (슈제프 나드 돌린콩) 거리에 세워졌다. 1989년 이후에는 거리의 이름을 개명하자는 수많은 제안이 있었으나, 거리의 이름은 바뀌지 않았다.